# Bicicleta de entrenamiento sin pedales

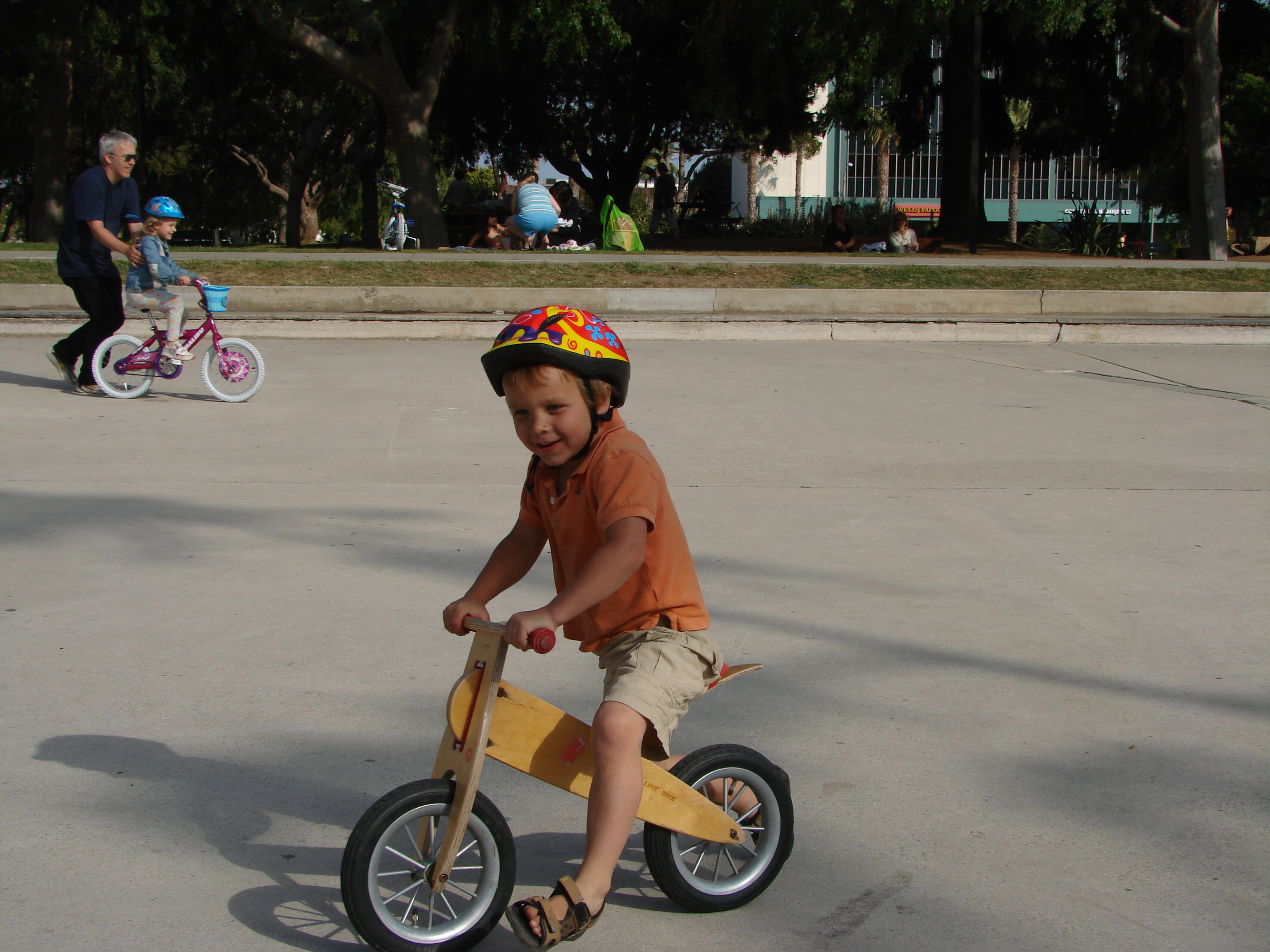
Bicicleta de entrenamiento sin pedales de madera

La bicicleta de entrenamiento sin pedales, llamada también prebici, es una bicicleta muy simple que no posee ni pedales, ni un juego de estabilizadores (ruedines). Se utiliza para que los niños aprendan a mantener el equilibrio sobre dicho vehículo.
Suelen ser bicicletas construidas para esta misión pero que también se pueden improvisar con una bicicleta normal quitándole los pedales y la transmisión. 
A diferencia de una bicicleta con estabilizadores (ruedines), que se aprende a pedalear y luego a equilibrarse; en estas bicicletas el niño aprende primero el equilibrio y posteriormente a pedalear. Con los estabilizadores auxiliares el cerebro de los niños no desarrolla este equilibrio ni lo automatiza con lo cual, al eliminar uno o los dos estabilizadores, el niño tiene que aprender esto casi de cero. 
Para un niño pequeño puede ser complicado manejar los pedales. Es fácil ver a niños pequeños con triciclos y otros vehículos con pedales que aun con ellos utilizan los pies para impulsarse.
Con estas bicicletas se utilizan los pies tanto para impulsarse como sostener la bicicleta y los niños pueden regular cuánto tiempo se mantienen con los pies sin tocar el suelo según van aprendiendo. El aprendizaje es más autónomo. La transición a una bicicleta sin estabilizadores y con pedales es mucho más rápida si el niño ha usado anteriormente una bicicleta sin pedales y se puede hacer en tan sólo un par de días.

## Historia
En 1817, el barón alemán Karl Christian Ludwig Drais von Sauerbronn diseñó el primer vehículo de dos ruedas con dispositivo de dirección. Esta máquina, denominada draisiana (en honor a su inventor), al que llamó «máquina andante» (en alemán, laufmaschine), fue precursora de la bicicleta y la motocicleta. Esta «máquina andante» consistía en una especie de carrito de dos ruedas, colocadas una detrás de otra, y un manillar. La persona se mantenía sentada sobre una pequeña montura, colocada en el descansaban sobre un apoyabrazos de hierro, y con las manos sostenía una vara de madera, unida a la rueda delantera, que giraba en la dirección hacia la cual quería ir el conductor.
En 1997, este modelo fue reutilizado por el diseñador alemán Rolf Mertens y comenzó a producirlo bajo el nombre de Kinderlaufrad.

## Beneficios de las Bicicletas infantiles
1. El uso continuo de las bicicletas obliga al niño a trabajar de una forma activa toda su musculatura, potenciando su fortaleza física y controlando efectivamente el estrés. Las bicicletas infantiles, garantizan una dosis importante de actividad física diaria y ofrece una forma eficaz de combatir enfermedades infantiles relacionadas con la falta de actividad física como la obesidad y la diabetes.
2. Promueve la realización de actividades deportivas y de ocio al aire libre en los niños y ayuda a desarrollar habilidades sociales. Los niños van aprendiendo de forma gradual a mantenerse equilibrados haciendo pequeños ejercicios de contrapeso con sus piernas, la asimilación progresiva de esta habilidad suministra al niño un grado de independencia y autosuficiencia.
3. Inculcar a los niños a la conducción de bicicletas ayuda a integrarlos desde bien pequeñitos con la familiarización de las normas de circulación y seguridad vial. Los niños integran la bicicleta como una forma de circular sana y colaboradora con el mantenimiento del medio ambiente.[4]